# Marrubiu
Marrubiu (en sard, Marrùbiu) és un municipi italià, situat a la regió de Sardenya i a la província d'Oristany. L'any 2004 tenia 5.034 habitants. Es troba a la regió de Campidano di Oristano. Limita amb els municipis d'Ales, Arborea, Morgongiori, Santa Giusta, Terralba i Uras.

## Administració
| Període | Identitat          | Partit        |
| ------- | ------------------ | ------------- |
| 2005-   | Gianfranco Frongia | Llista cívica |